# Sint-Janskerk (Arnhem)
De Sint-Janskerk was een kerk in de Nederlandse stad Arnhem. De kerk stond op de huidige Jansplein waar tegenwoordig de Koepelkerk staat. De kerk is rond 1200 gebouwd in romaanse stijl. In 1425 is de kerk uitgebreid met een koor en een transept. Begin 19e eeuw werd de kerk opgekocht door de gemeente Arnhem en vanwege de slechte staat een aantal jaren later gesloopt. Waar voordien het kerkhof van de Sint-Janskerk gelegen was, werd in 1837-1838 een nieuwe kerk gebouwd, de Koepelkerk.

## Ligging
De Sint-Janskerk was een van de oudste kerken van Arnhem en gelegen aan de noordelijke rand van de stad. Nadat de stad in 1233 stadsrechten kreeg van graaf Otto II van Gelre lag de kerk nabij de stadsgracht. Nabij de kerk, in het verlengde van de Jansstraat, werd de Janspoort gebouwd, de noordelijke toegangspoort tot de stad. Samen met de Sint-Maartenskerk, (in de vijftiende eeuw vervangen door de Eusebiuskerk) en de Sint-Walburgiskerk, die in het zuiden gelegen waren, was de kerk het belangrijkste religieuze gebouw van de stad. De kerk was onderdeel van de Commanderij van St. Jan, een hospitaal van de Johannieterorde.

## Geschiedenis

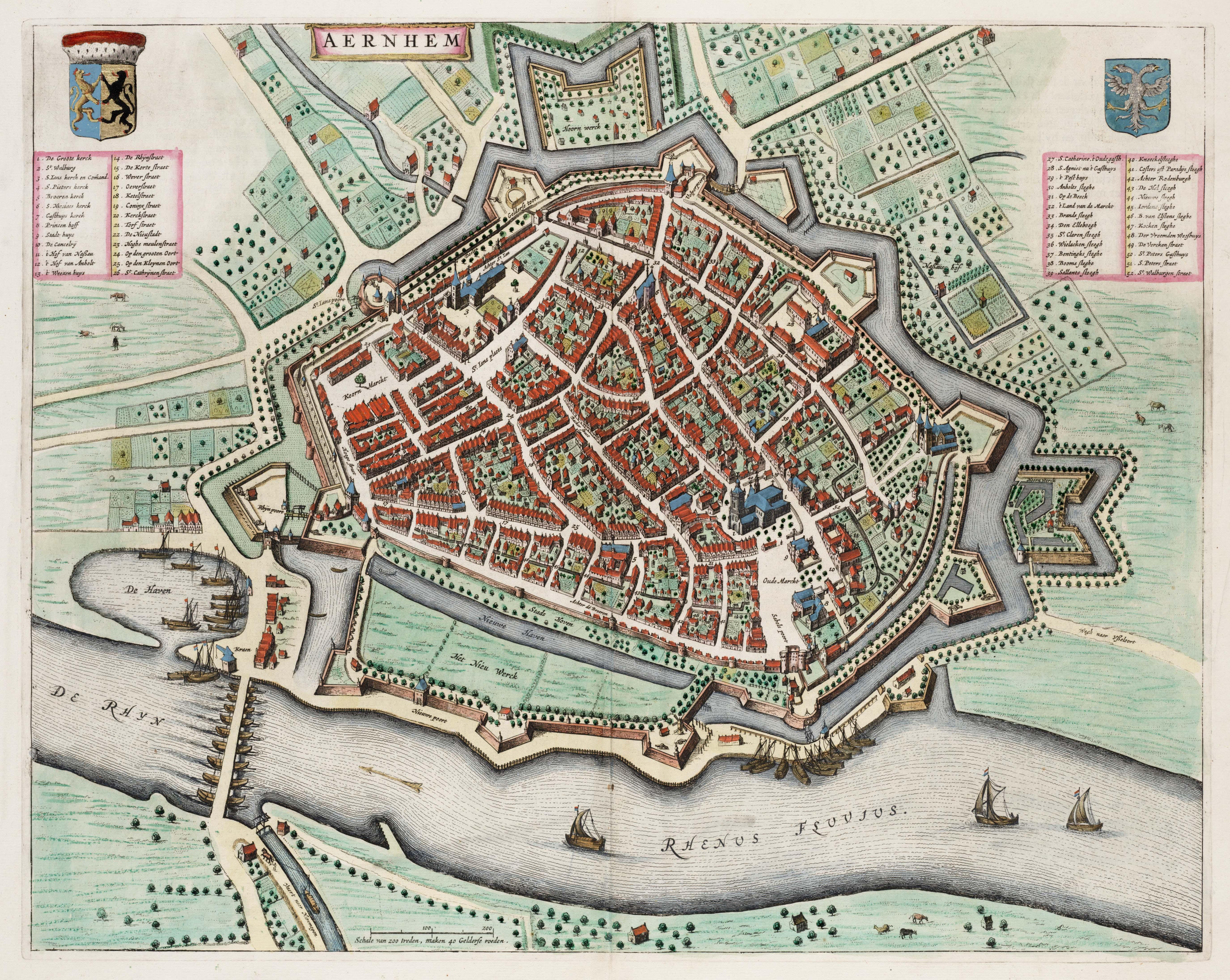
Aan de noordzijde is de Sint-Janskerk met zijn omliggende commanderie te zien.

### Het begin
De kerk is rond 1200 gebouwd en was in gebruik bij de Commanderij van Sint-Jan, een groep van hospitaalridders. Deze ridders had zich gehuisvest in het Kommandeurshuis en hadden daarbij een grote binnenplaats met onder andere een paardenstal tot hun beschikking. Daarbij hadden de ridders vele privileges, waaronder het ontvangen van tolgelden die geheven waren bij de Janspoort. Dit werd echter in 1240 door Otto van Holland afgekocht. Andere privileges waren het afzien van stadsdienst en bolwerken door de gemeente in 1509 en de bescherming door de paus Gregorius IX.

### Brand
In 1425 werd de stad getroffen door een grote brand, waarbij de Sint-Janskerk gedeeltelijk werd beschadigd. Op kosten van de stad werd de schade aan de kerk hersteld. Tegelijkertijd werd de kerk uitgebreid met een koor en transept in gotische stijl.
De kerk kende in de eeuwen daarna regelmatig grote financiële problemen. Het begon nadat de kerk in 1501 de strijd tegen de Turken hielp te financieren, waarvoor het grote delen van het kerkraad verkocht. Hierna werd de situatie niet beter en een brand in de 17e eeuw kostte de kerk wederom veel geld.

### Einde
Uiteindelijk werd de kerk in 1806 voor 30.000 gulden in erbarmelijke staat aan de gemeente Arnhem afgestaan om op die locatie de hervormde kerk te huisvesten. Uiteindelijk werd de kerk in 1817 gesloopt en werd nadien de Koepelkerk op het voormalig kerkterrein gebouwd.